# Village chinois de Tsarskoïe Selo
Le village chinois (Китайская деревня) du parc Alexandre de Tsarkoïe Selo (actuelle Pouchkine) est un complexe architectural construit sous le règne de Catherine II dans le goût chinois près de Saint-Pétersbourg. Il traduit la vogue des chinoiseries qui se développe au XVIIIe siècle dans toute l'Europe.

## Histoire

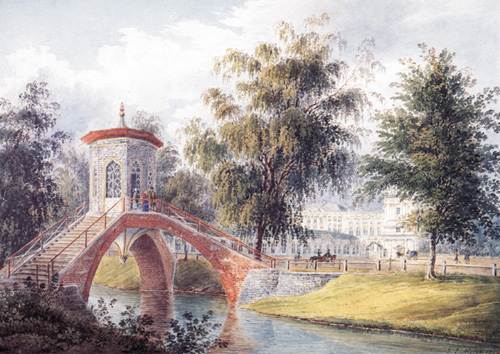
Pont chinois en croix (XIX)

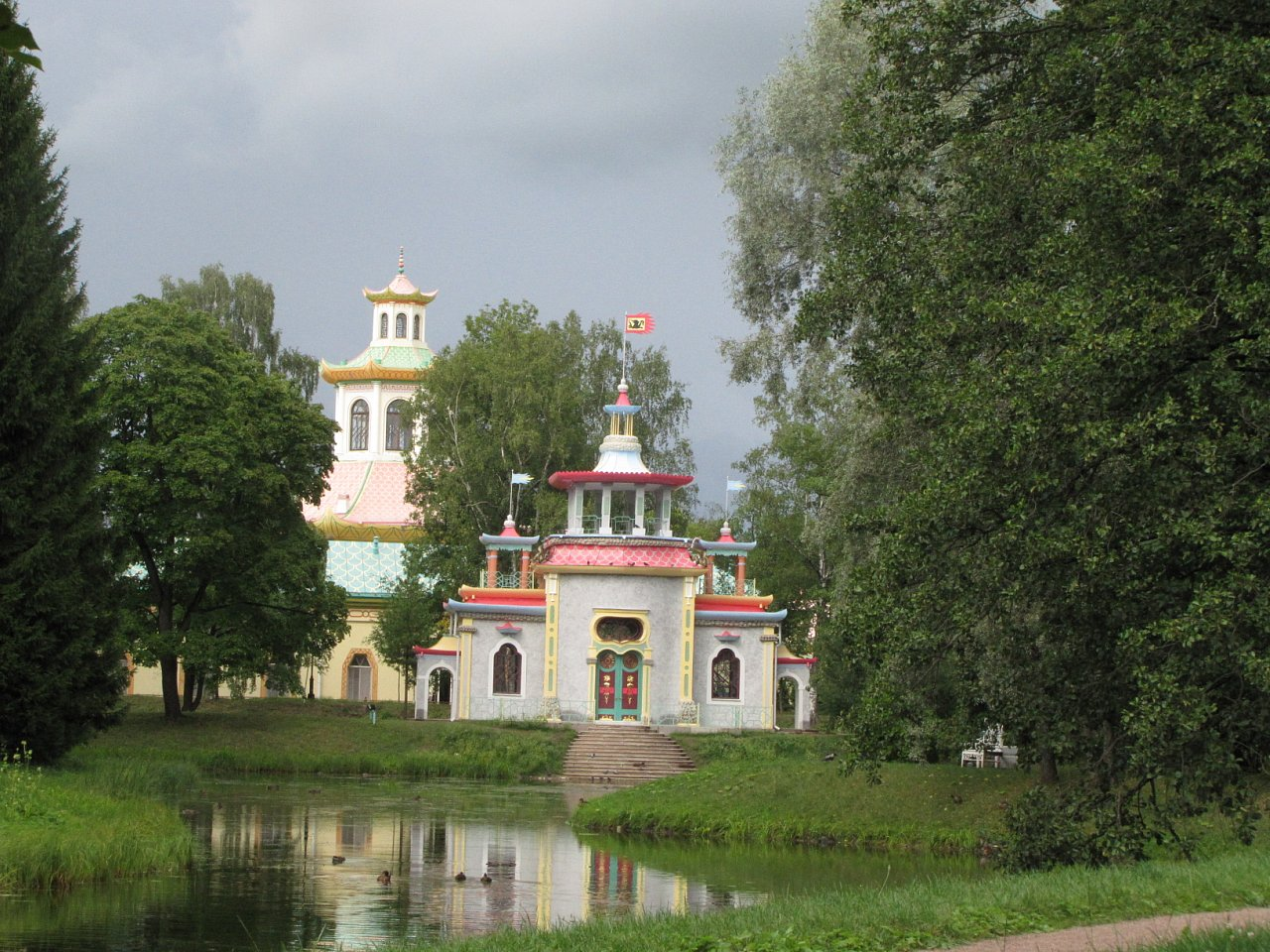
Entrée du village

Catherine II commande à Antonio Rinaldi et à Charles Cameron la construction d'un village chinois en s'inspirant des gravures à la chinoise de sa collection. Le village doit comporter dix-huit maisons chinoises, mais seules dix maisons sont réalisées, avec un observatoire octogonal (qui n'est pas construit non plus). L'ambassadeur russe à Londres est chargé d'obtenir une copie des plans de la pagode construite par William Chambers aux jardins de Kew, près de Londres, afin de s'en inspirer comme modèle des futures constructions du village chinois. Il est protégé au titre des monuments historiques.
Les travaux sont suspendus après la mort de l'impératrice en 1796, le goût ayant changé par ailleurs depuis longtemps vers le néoclassicisme, Paul Ier voulant de plus se démarquer des goûts de sa mère. Ce n'est qu'en 1818 qu'Alexandre Ier charge Vassili Stassov de remodeler le village pour en faire une résidence pour ses invités. Une grande partie de la décoration intérieure à la chinoise est détruite ; mais le village sert de résidence avec toutes les facilités modernes de l'époque à des hôtes, tels que Nikolaï Karamzine qui y travaille à son Histoire de l'État russe entre 1822 et 1825.
Le théâtre chinois est construit à proximité en 1779. C'est ici que Paisiello présente ses opéras à l'impératrice. De même, la première des Fruits de la science (Плоды просвещения), comédie de Tolstoï, y a lieu en 1890. Le théâtre est victime d'un incendie le 15 septembre 1941 au cours de l'occupation allemande, et n'est pas reconstruit.
Trois ponts mènent au village : le « pont des Dragons » avec ses quatre dragons ailés aux angles, le « grand pont chinois » (1785) avec ses vases en granite rose imitant des branches de corail rose, le « pont en croix » (1779) construit par les frères Neïolov. Quatre statues chinoises sont installées en 1860 sur le grand pont chinois par le sculpteur Schwarz, et sont détruites pendant la Grande Guerre patriotique avant d'être recopiées. 
Le village chinois est restauré sous la direction de Monighetti en 1859-1861. Il est sérieusement endommagé pendant la dernière guerre et sa restauration est menée avec lenteur et difficulté, car ne reposant que sur les fonds du complexe muséal de Tsarskoïe Selo. Des appartements communautaires étaient même installés jusque dans les années 1960 dans les maisons chinoises. Au début des années 1990, un contrat avec la compagnie danoise «TK Development Pushkin», est signé afin de restaurer le complexe architectural moyennant une location de quarante-neuf ans. L'inauguration de la première tranche de travaux a lieu en novembre 1998. Vingt-huit appartements sont restaurés dans les maisons chinoises et donnés en location, les loyers étant versés pour moitié à la compagnie danoise et pour moitié au complexe muséal de Tsarskoïe Selo.